# Handball-Europameisterschaft der Frauen 2032/Qualifikation
Die Qualifikation zur Teilnahme an der Handball-Europameisterschaft der Frauen 2032 begann im Dezember 2024 mit dem Zuschlag der Ausrichtung der Europameisterschaft durch die Europäische Handballföderation (EHF) und endet mit dem Abschluss der Qualifikationsspiele.

## Organisator
Im Dezember 2024 gab die EHF bekannt, dass die Europameisterschaft in Deutschland, Dänemark und Polen stattfinden wird.

## Europameisterschaft 2030
Bei der Europameisterschaft 2030 werden Teilnehmer ermittelt. Startberechtigt ist grundsätzlich der Europameister; sollte das einer der Organisatoren der Europameisterschaft 2030 sein rückt automatisch der Nächstplatzierte nach.

## Qualifikationsspiele
Weitere Teilnehmer werden in Qualifikationsspielen ermittelt.

## Teilnehmende Mannschaften
| Mannschaft aus | Qualifiziert über | Datum der Qualifikation | Bisherige Teilnahmen an den 18 Europameisterschaften 1994–2028 | Bisherige Teilnahmen an den 18 Europameisterschaften 1994–2028                                       | Bisherige Teilnahmen an den 18 Europameisterschaften 1994–2028 |
| Mannschaft aus | Qualifiziert über | Datum der Qualifikation | Anzahl                                                         | in den Jahren                                                                                        | Titel                                                          |
| -------------- | ----------------- | ----------------------- | -------------------------------------------------------------- | --- | -------------------------------------------------------------- |
| Deutschland    | Organisator       | 14. Dezember 2024       | 16                                                             | 1994, 1996, 1998, 2000, 2002, 2004, 2006, 2008, 2010, 2012, 2014, 2016, 2018, 2020, 2022, 2024       | 0                                                              |
| Dänemark       | Organisator       | 14. Dezember 2024       | 17                                                             | 1994, 1996, 1998, 2000, 2002, 2004, 2006, 2008, 2010, 2012, 2014, 2016, 2018, 2020, 2022, 2024, 2028 | 3 (1994, 1996, 2002)                                           |
| Polen          | Organisator       | 14. Dezember 2024       | 10                                                             | 1996, 1998, 2006, 2014, 2016, 2018, 2020, 2022, 2024, 2026                                           | 0                                                              |